# Caffè Florian
Caffè Florian é uma cafeteria situada na Procuradoria Nova da Praça de São Marcos, Veneza. Foi estabelecida em 1720, sendo a mais antiga cafeteria em operação contínua (com o Café Procope em Paris).

## História
O Florian abriu com duas salas com decoração simples em 29 de dezembro de 1720 como "Alla Venezia trionfante" (Veneza Triunfante), mas logo se tornou conhecido como Caffè Florian, inspirado pelo nome de seu proprietário original Floriano Francesconi. O Caffè teve como patronos em seus primeiros dias pessoas notáveis, incluindo os dramaturgos Carlo Goldoni, Johann Wolfgang von Goethe e Giacomo Casanova, que foi sem dúvida atraído pelo fato de que o Caffè Florian era a única cafeteria que permitia a presença de mulheres. Mais tarde Lord Byron, Marcel Proust e Charles Dickens foram frequentadores assíduos. Foi um dos poucos lugares onde o jornal Gazzetta Veneta de Gasparo Gozzi podia ser comprado em meados do século XVIII, e se tornou um ponto de encontro para pessoas de diferentes classes sociais. Em 1750 o Florian foi expandido para quatro salas.

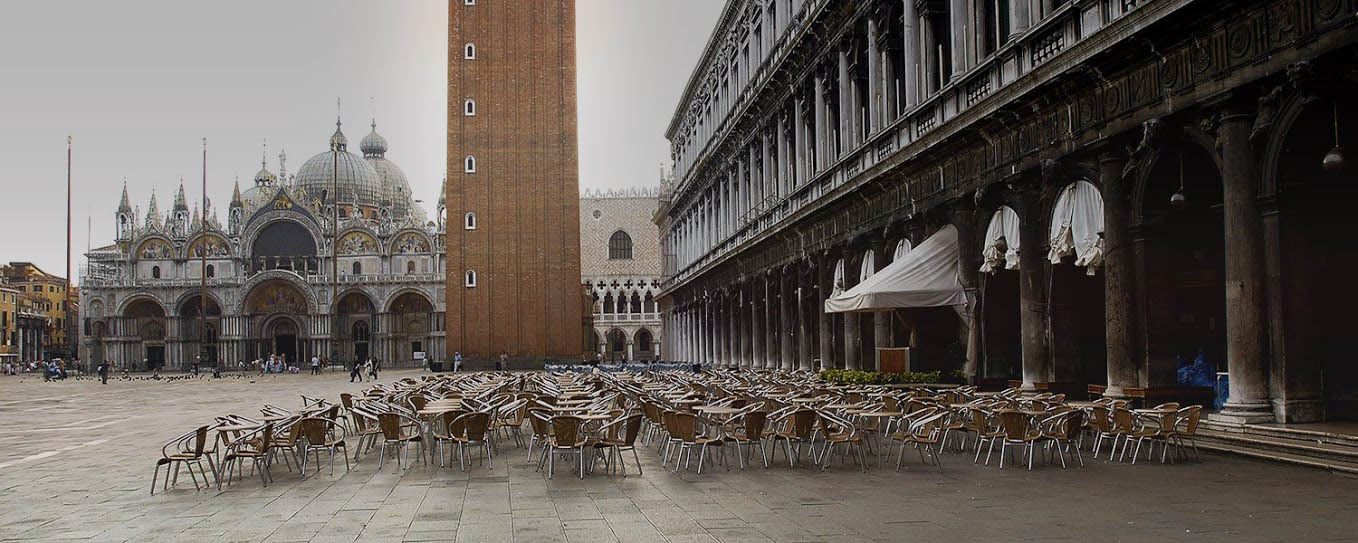
Parte externa do Caffè Florian na Praça de São Marcos

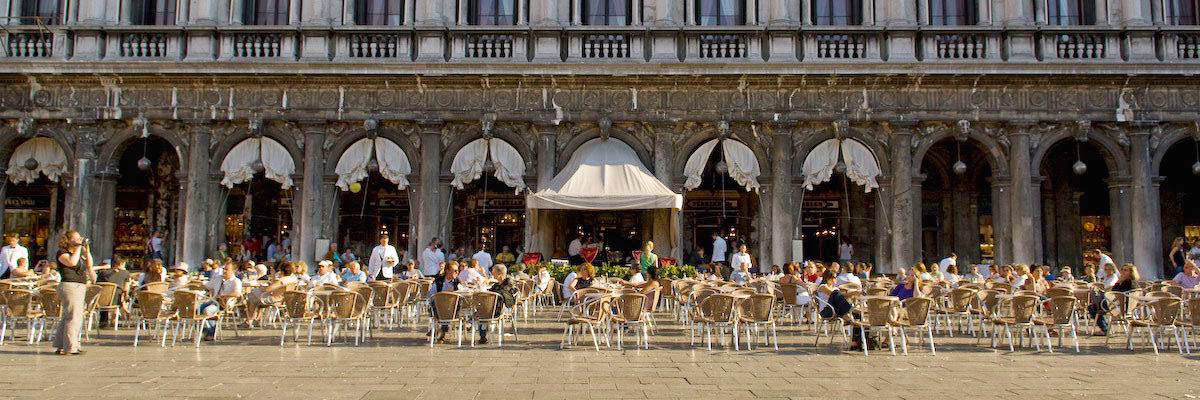
Caffè Florian visto da Praça de São Marcos

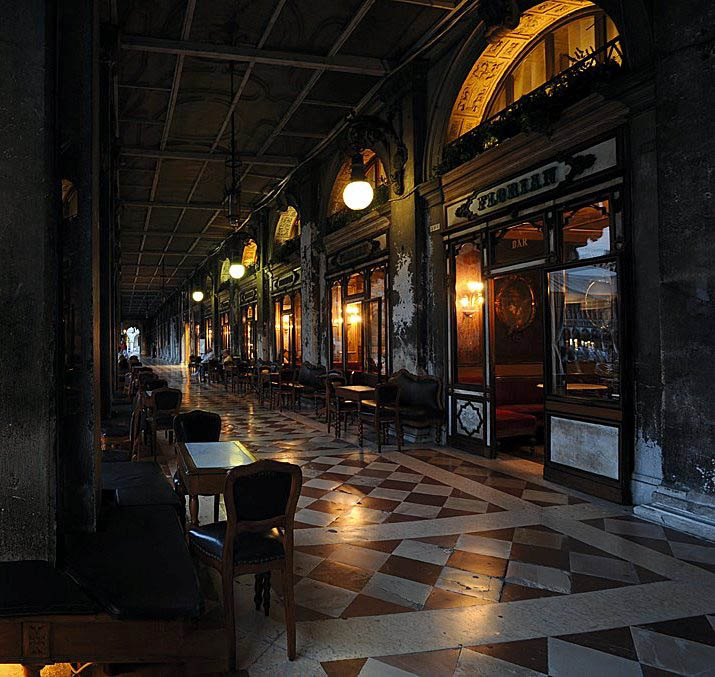
Entrada do Caffè Florian na Procuradoria Nova

In 1773 Valentino Francesconi, neto de Floriano Francesconi, assumiu o negócio. Em 1796, em uma atmosfera europeia caracterizada pela Revolução Francesa, o Estado de Veneza temia que as ideias revolucionárias poderiam se espalhar também em Veneza. O Florian, com a sua clientela internacional, tornou-se um ponto de encontro para muitos jacobinos franceses, de modo que os inquisidores do estado obrigaram Valentino Francesconi a fechar o café. Quando os exércitos franceses entraram em Veneza em maio de 1797, Valentino Francesconi retirou a obsoleta placa "Veneza Triunfante" e a substituiu por outra simplesmente com o nome de seu tio "Florian". Em 1814 Valentino Francesconi passou a cafeteria para seu filho Antonio.
Por volta de 1858 o estabelecimento tinha passado pelas mãos de Vincenzo Porta, Giovanni Pardelli e Pietro Baccanello, e estava precisando de restauração. Lodovico Cadorin foi contratado para realizar o trabalho de restauração e redecorar o interior. As novas salas foram nomeadas "Sala del Senato" (Sala do Senado), "Sala Greca" (Sala Grega), "Sala Cinese" (Sala Chinesa) e "Sala Orientale" (Sala Oriental).
No século XIX o Florian desempenhou um papel de destaque no Risorgimento, porque a "Sala do Senado" foi o ponto de encontro para um grupo de patriotas venezianos. Este grupo teve um papel fundamental na revolução veneziana de 1848, que obteve uma Veneza independente temporária da Áustria. Durante as horas de convulsão revolucionária o Florian abrigou os patriotas feridos, tornando-se em um hospital temporário.
Outras restaurações ocorreram em 1872 e 1891, quando duas outras salas foram adicionadas ao café: a "Sala degli Uomini Illustri" (Sala dos Homens Ilustres) e a "Sala delle Stagioni" (Sala das Estações). Em 1920 outra sala foi adicionada: a Sala da Liberdade.

## Imagens

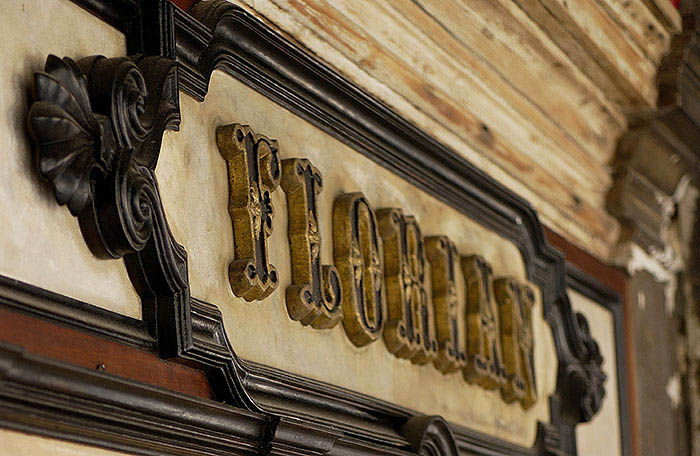
Caffè Florian
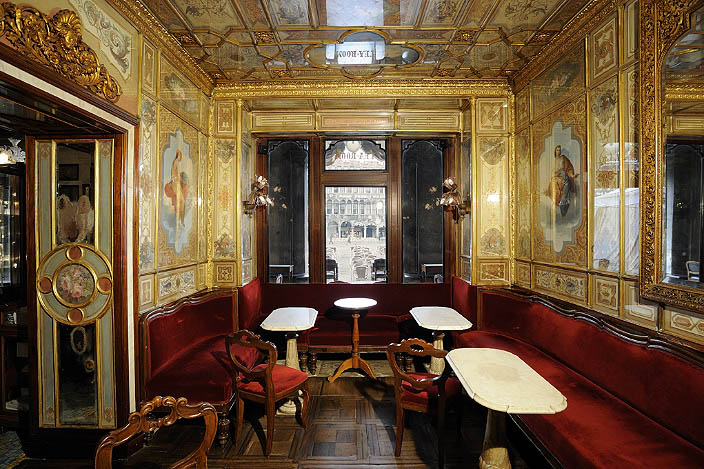
Sala del Senato (Sala do Senado)
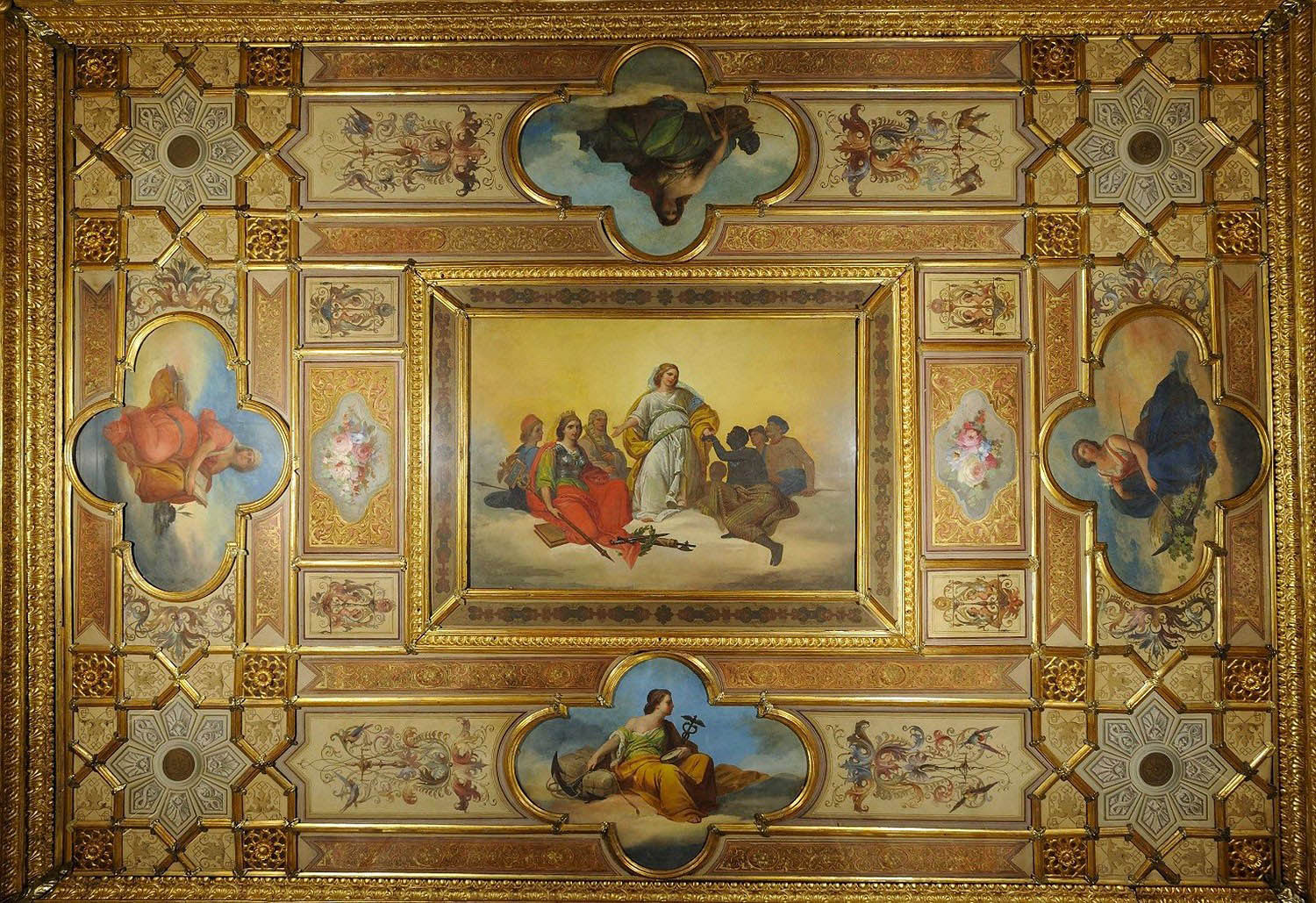
"Civilization educating the nations" by Giacomo Casa, ceiling of the Sala del Senato
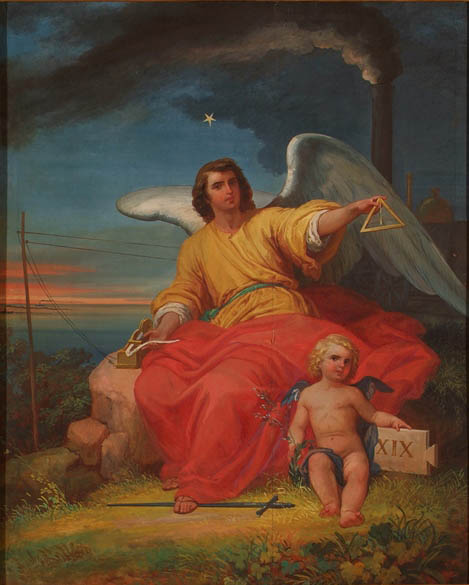
"Il The Age of Enlightment, or The Progress" by Giacomo Casa, in the Sala del Senato
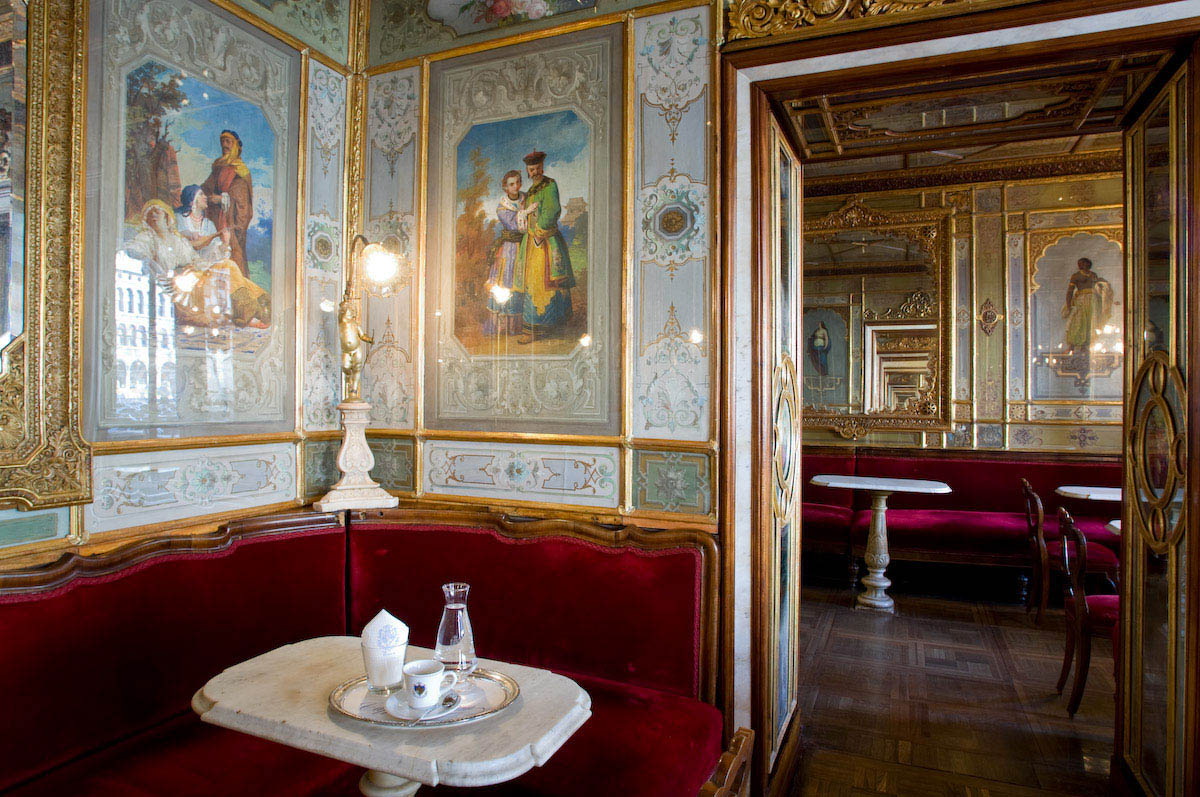
Sala Cinese (Sala Chinesa)
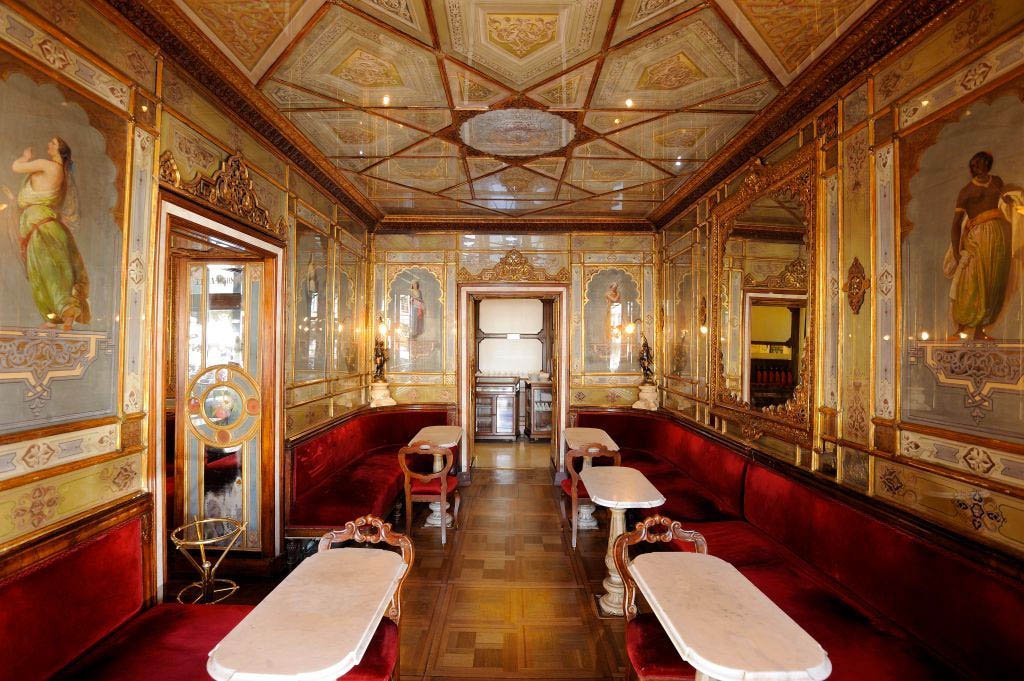
Sala Orientale (Sala Oriental)
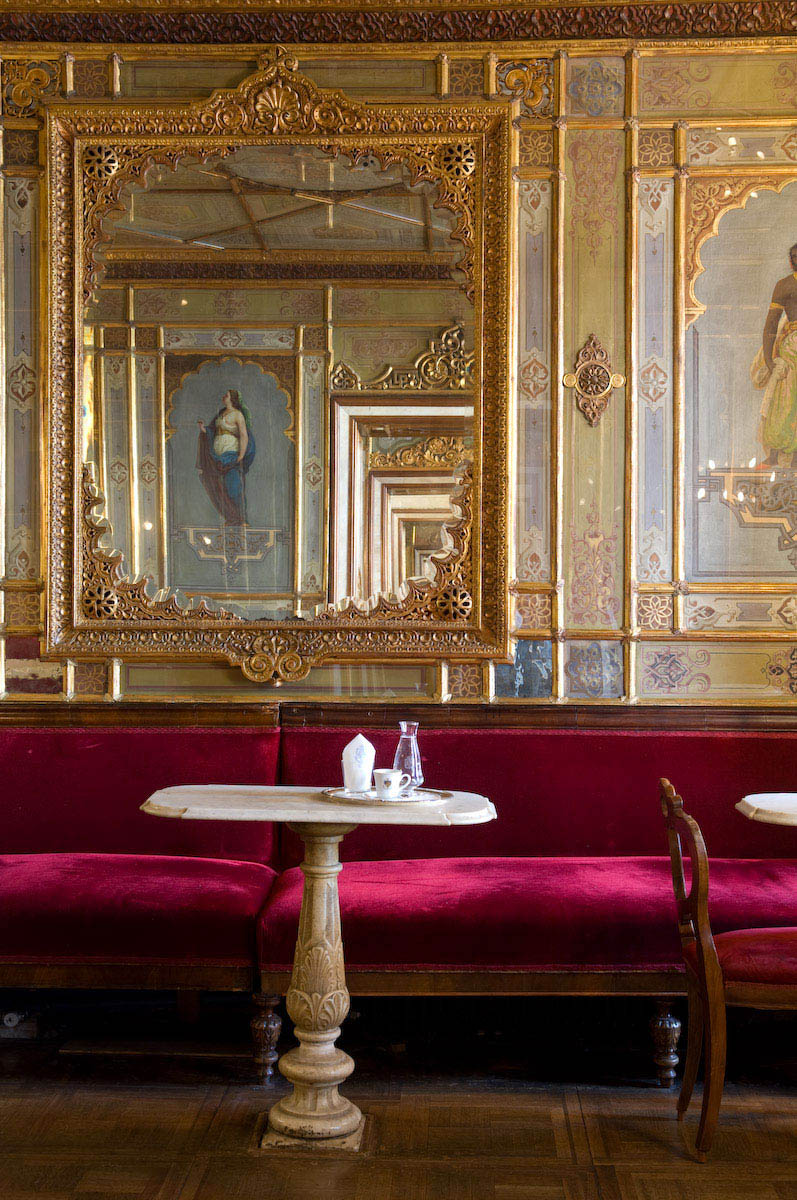
Sala Orientale (Sala Oriental)
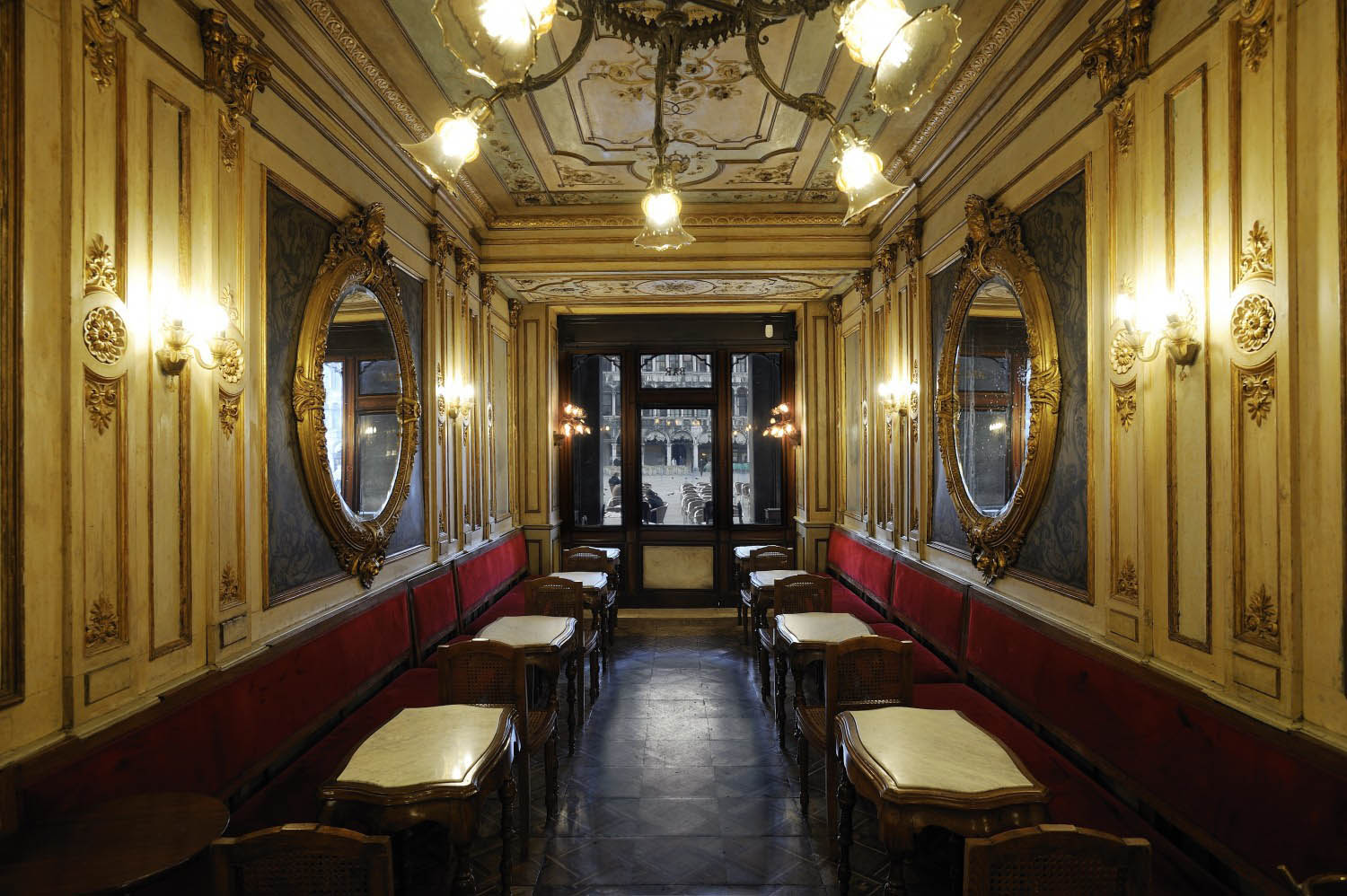
Sala delle Stagioni (Sala das Estações)
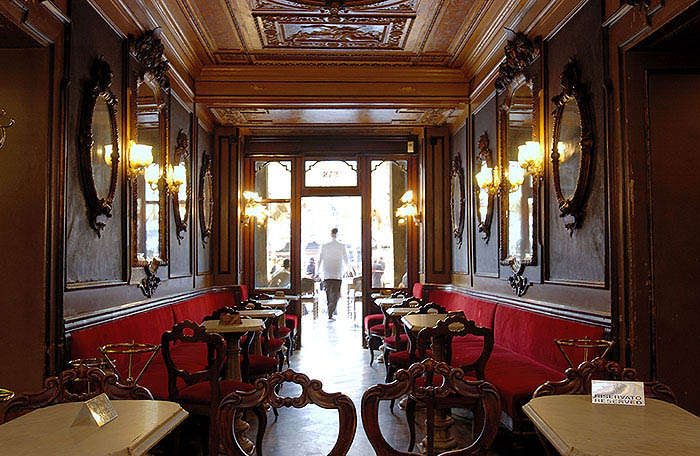
Sala degli Uomini Illustri (Sala dos Homens Ilustres)
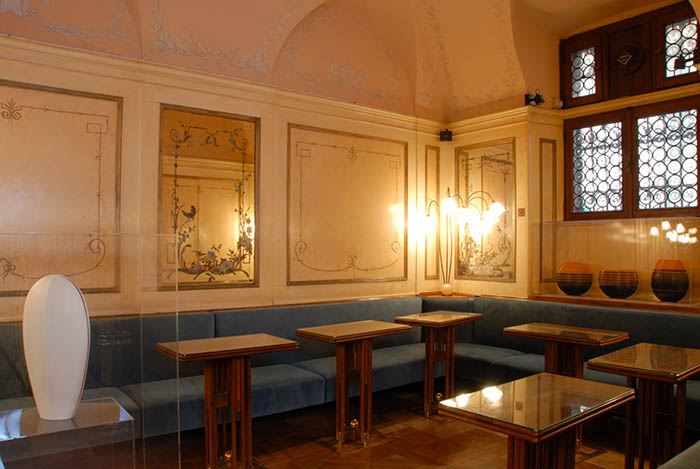
Sala da Liberdade